# Scudilone
Scudilone (in latino: Scudilo; in greco: Scoliodas; flourit 351-354; fl. IV secolo) è stato un militare romano di origine alamanna, che raggiunse il grado di tribuno della schola palatina degli Scutarii.
Nel 351 era un comandante militare dell'imperatore Costanzo II; in quell'anno, Scudilone e Manado, al comando di un contingente di fanti e arcieri selezionati tra le loro truppe, riuscirono a disinnescare un'imboscata di Magnenzio nei pressi di Mursa, poco prima dell'omonima battaglia.
Nel 354 ricopriva l'incarico di rector degli Scutarii, una delle scholae palatinae, quando fu accusato insieme ai suoi compatrioti Latino e Agilone di passare informazioni importanti agli Alamanni. Nello stesso anno fu promosso a tribunus degli Scutarii, e in tale incarico convinse Gallo a mettersi in viaggio per Milano, confidandogli che l'imperatore Costanzo aveva intenzione di elevarlo al rango di Augustus in previsione di future campagne nelle province settentrionali; Scudilone morì poco dopo l'esecuzione di Gallo, avvenuta nel 354.